# Nana (kunstwerk)

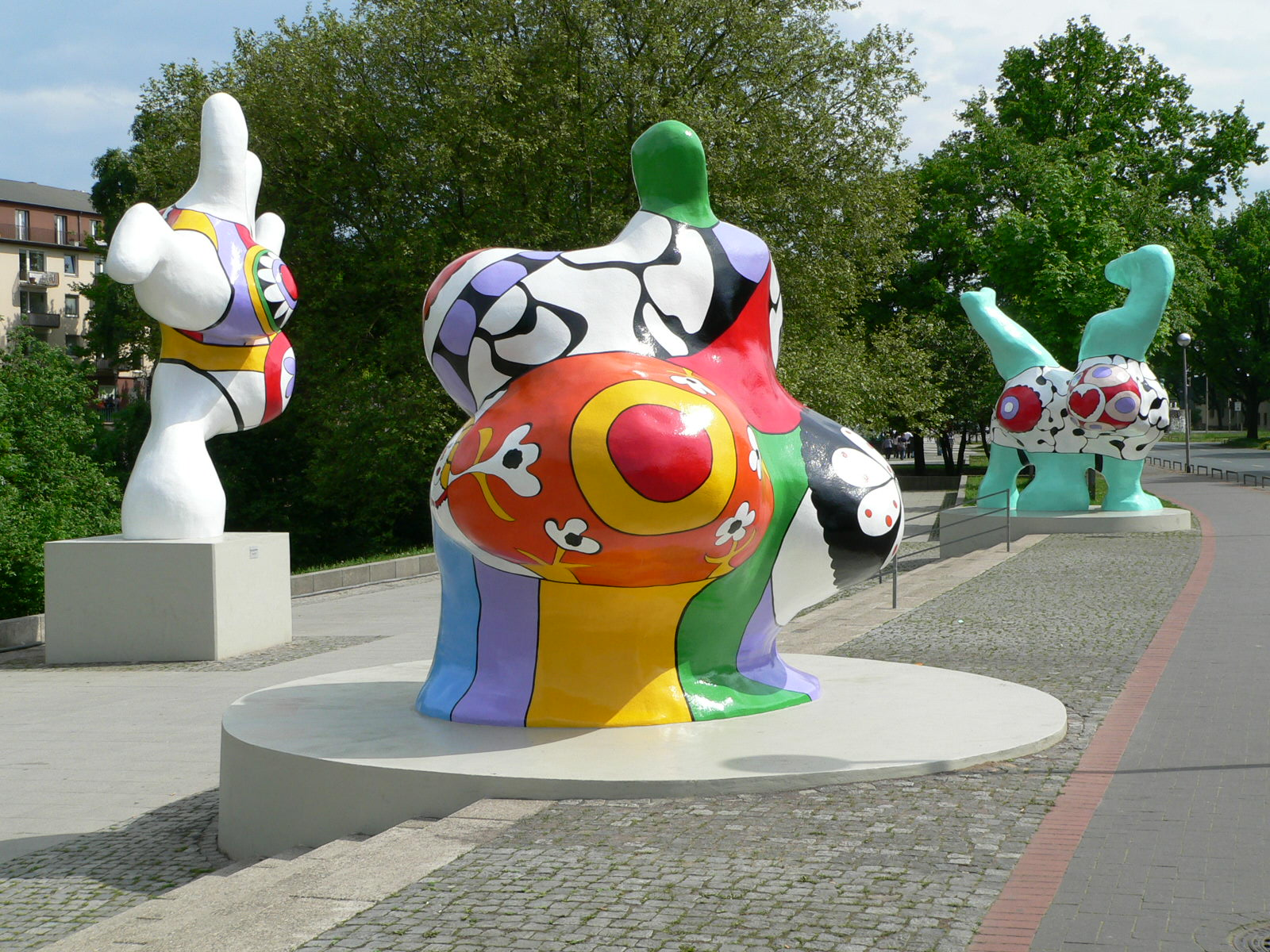
De nana's Sophie, Caroline en Charlotte in Hannover

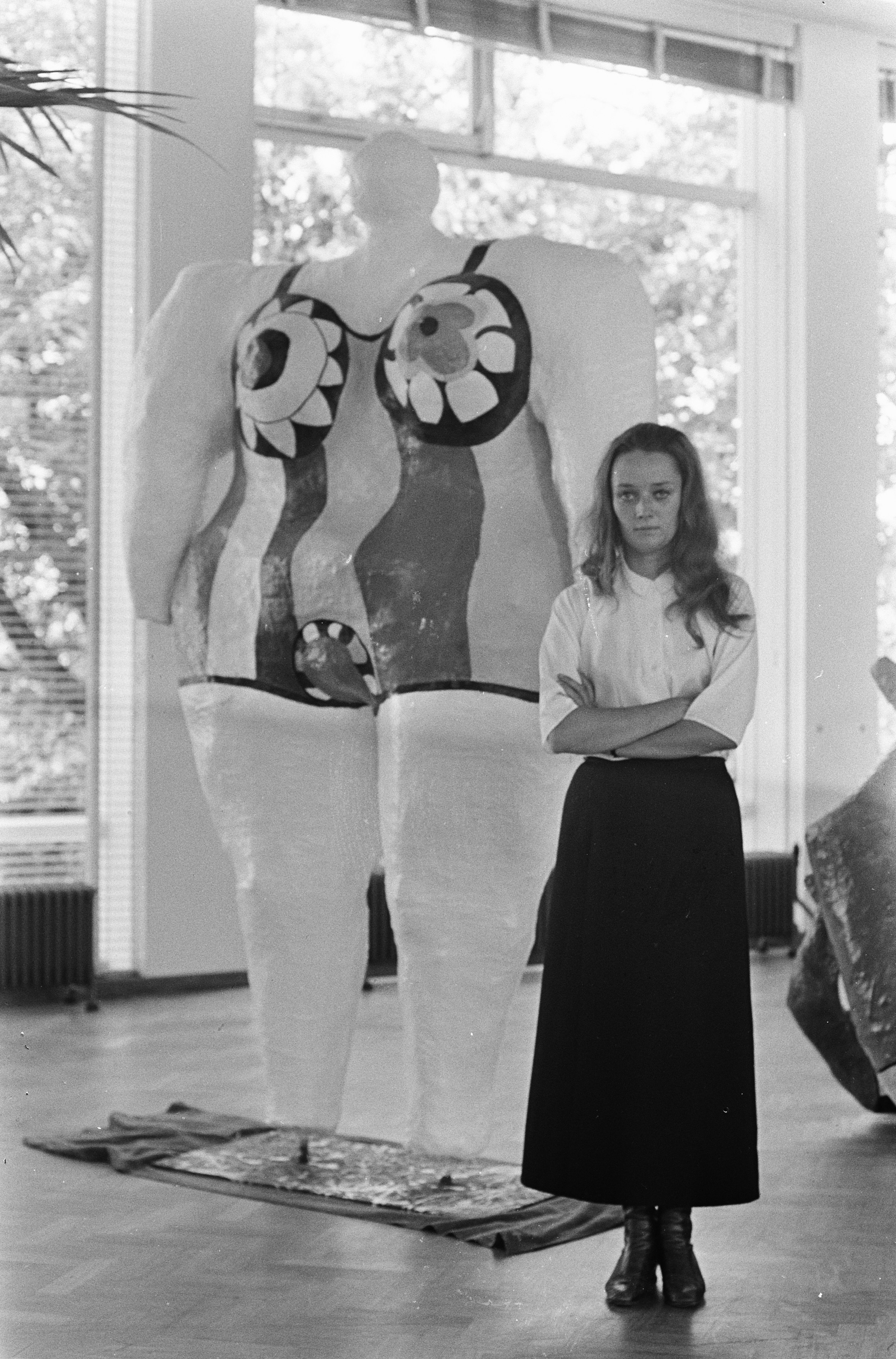
Niki de Saint Phalle met een Nana op de tentoonstelling Les Nanas au pouvoir (Amsterdam, 1967)

Een Nana is een expressief, in felle kleuren beschilderd vrouwenbeeld, gecreëerd door de Franse kunstschilderes en beeldhouwster Niki de Saint Phalle. De eerste Nana maakte zij in 1965. Aanvankelijk werden de Nana's van papier-maché gemaakt, latere exemplaren zijn van polyester. De naam is ontleend aan de hoofdpersoon van de roman Nana van Émile Zola.
De Nana's staan symbool voor sterke en vrije vrouwen. Toen ze in de jaren zestig hun opwachting maakten, zorgden ze voor ophef. Sindsdien zijn ze wereldberoemd gebleven. In Nederland waren de eerste Nana's in 1967 in het Stedelijk Museum te zien: Les Nanas au pouvoir was de eerste Nana-tentoonstelling. De eerste Nana Maison werd voor deze gelegenheid gemaakt.
Enkele Nana's zijn uitzonderlijk groot. Een voorbeeld was de Nana Hon (= zij; voluit: Hon - a Cathedral), waar men kon binnenwandelen door de vagina. Deze realiseerde De Saint Phalle in 1966 voor het Moderna Museet in Stockholm, in samenwerking met haar latere echtgenoot Jean Tinguely. In de 3 maanden van haar bestaan werd deze Nana door 100.000 mensen bezocht. Zeer groot is ook L’ange protecteur, de 11 meter metende Nana boven in de hal van het hoofdstation van Zürich. Deze beschermengel dateert uit 1997.
Men kan Nana-figuren niet enkel als beelden aantreffen, maar ook in de vorm van bijvoorbeeld opblaaspoppen, vazen, kettingen en schilderijen.
Het museum Beelden aan Zee wijdde in 2019/2020 een tentoonstelling aan de Nana's.